# Ишасег
Ишасег (мађ. Isaszeg) град је у Мађарској. Ишасег је значајан град у оквиру жупаније Пешта, а истовремено и важно предграђе престонице државе, Будимпеште.
Ишасег има 11.214 становника према подацима из 2009. године.

## Географија
Град Ишасег се налази у северном делу Мађарске. Од престонице Будимпеште град је удаљен 30 km источно. Град се налази у северном делу Панонске низије.

## Галерија
- Средиште Ишасега
- Градски споменик